# Aqsunqur-Moschee

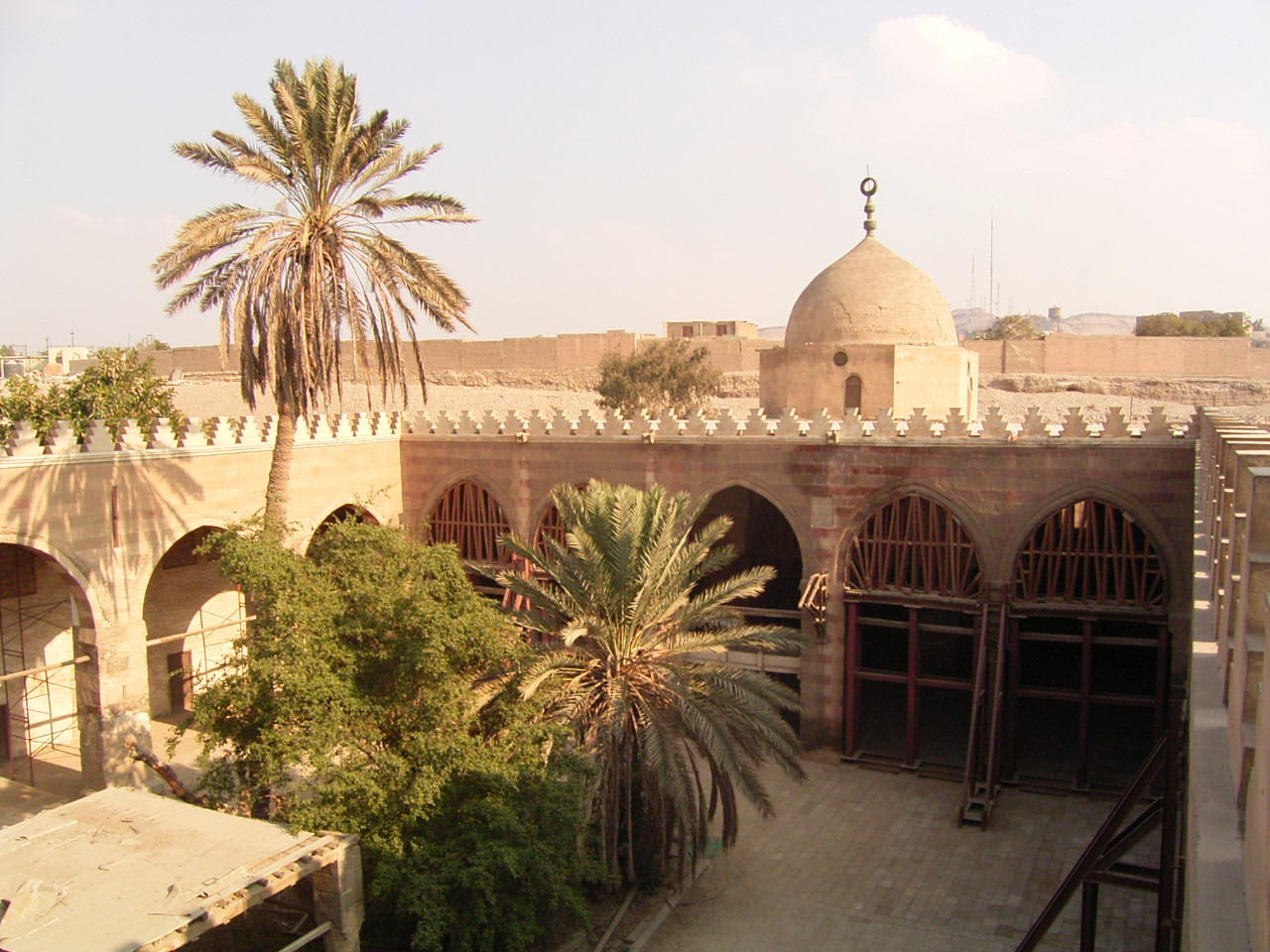
Innenhof

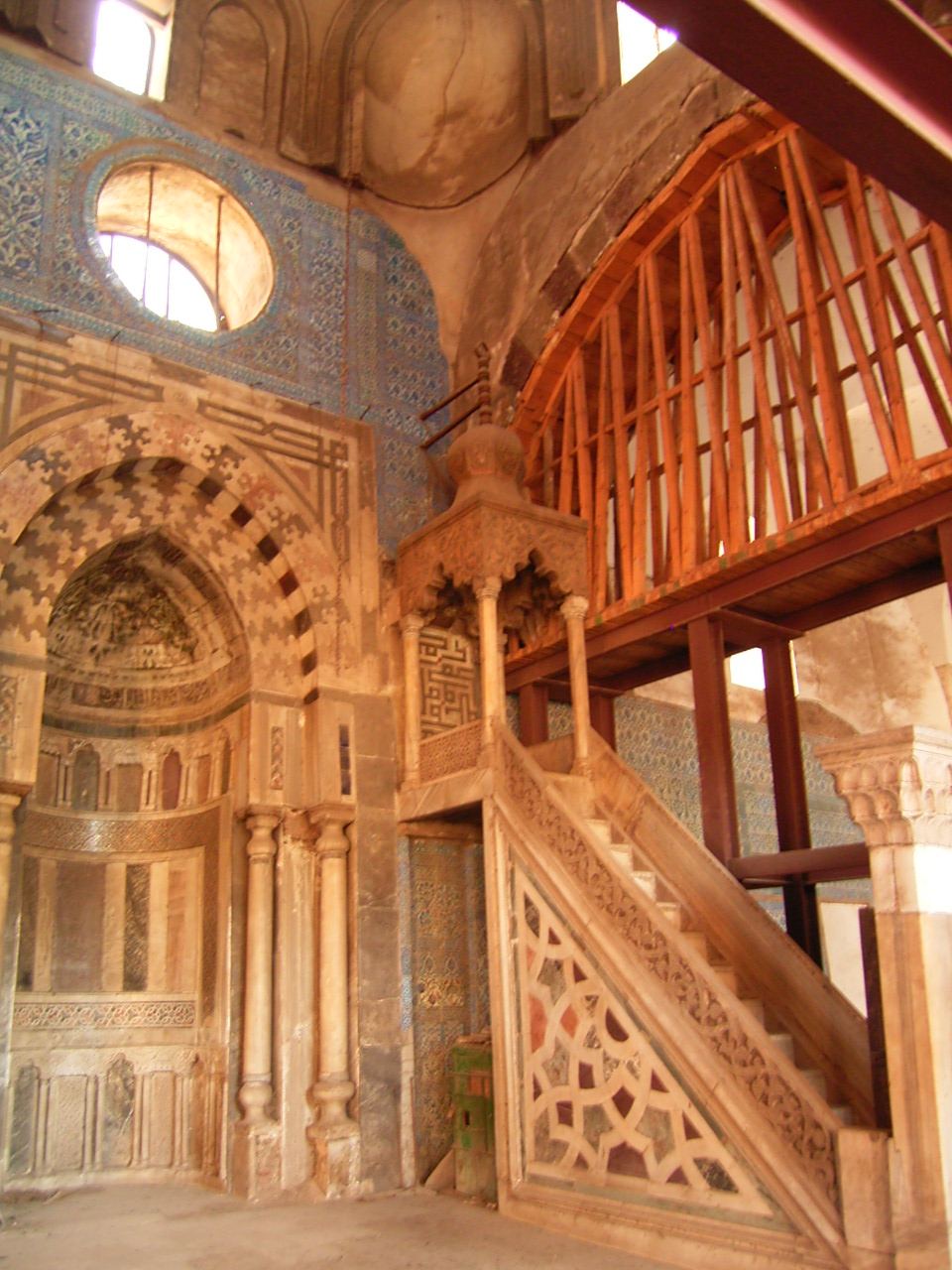
Minbar

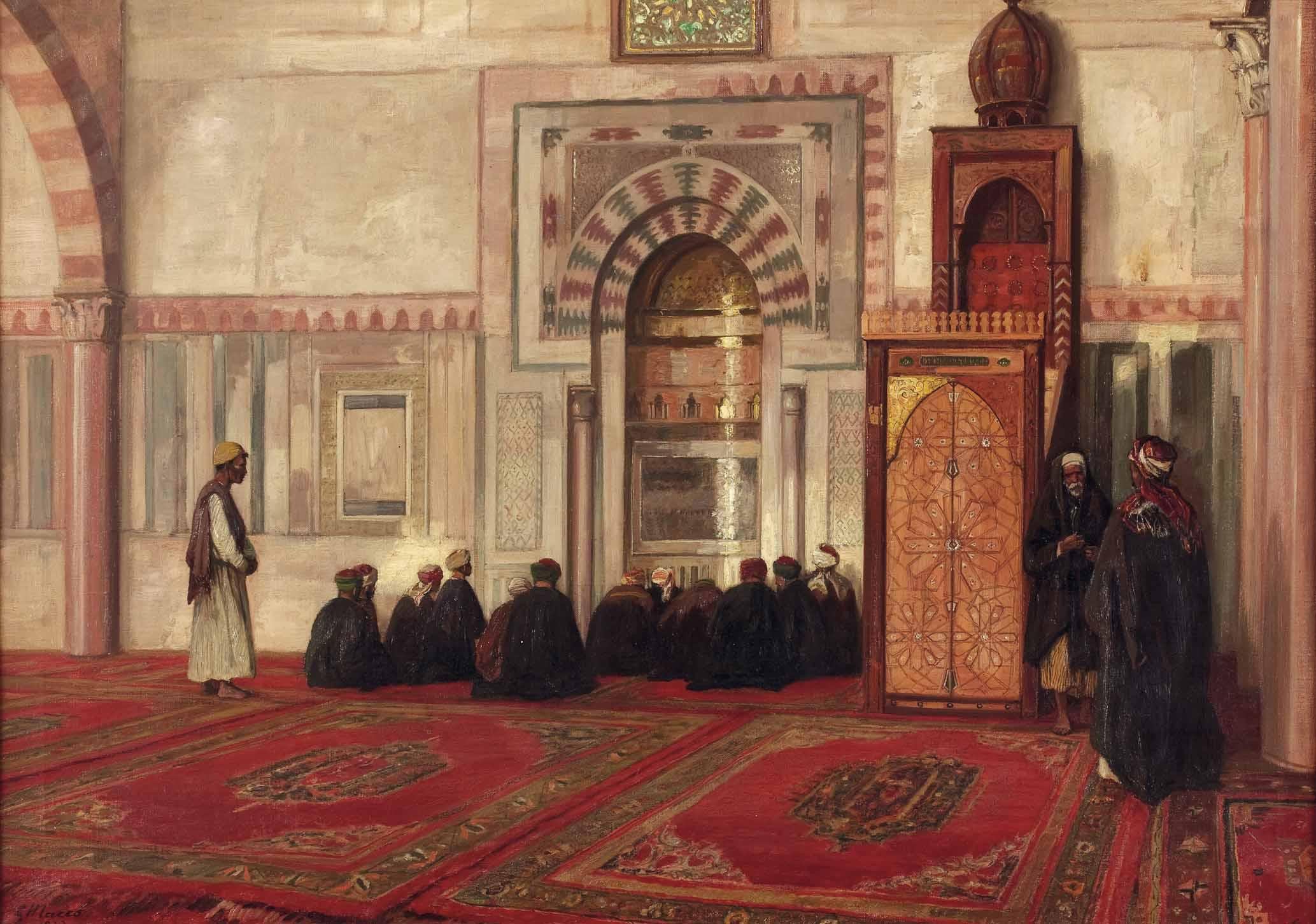
Szene auf einem Gemälde von Georg Macco, 1922

Die auch als blaue Moschee bezeichnete Aqsunqur- oder Ibrahim-Agha-Mustahfizan-Moschee wurde in den Jahren 1346 bis 1347 als Grabkomplex für den Emir Schams ad-Din Aqsunqur an-Nasiri, einem Schwiegersohn des ägyptischen Mamluken-Sultans an-Nasir Muhammad, errichtet.
Die Moschee steht am Rande der Kairoer Altstadt in der Tabbana-Straße, die zur Zitadelle führt. Die Baudaten sind von Inschriften an der Moschee bekannt. Nach dem Historiker al-Maqrizi gab es neben der Moschee noch ein Mausoleum, eine Schule (maktab) und eine Einrichtung, sabil genannt, die Wasser an Durstige spendete. Die letzteren beiden Bauten sind heute verschwunden.
Der Bau ist im Grundriss annähernd rechteckig mit einem dreieckigen Anbau zur Frontseite, wo sich vor allem der Eingang befindet. Hier steht auch das Minarett des Baues und das Mausoleum, in dem aber nicht Aqsunqur an-Nasiri, sondern Sultan al-Aschraf Kudschuk beigesetzt wurde, dessen Gebeine erst nachträglich hierher umgebettet worden sind.
Die eigentliche Moschee besteht aus einem großen Hof, der an allen Seiten von überdachten Pfeilern umrahmt wird. Gegenüber vom Eingang befindet sich der marmorne Minbar. Es handelt sich um den ersten seiner Art in Kairo, der gleich als Teil des Baues errichtet, und nicht als Einzelteil hierher gestellt wurde.
Zur Zeit der osmanischen Herrschaft wurde die Moschee von Ibrahim Agha übernommen. Der Janitschar, welcher ebenfalls hier begraben wurde, ließ das Gebäude restaurieren und 1652–64 jene blauen Kacheln anbringen, die der Grund für die Bezeichnung „blaue Moschee“ sind.